# Ceratovacuna nekoashi
Ceratovacuna nekoashi är en insektsart. Ceratovacuna nekoashi ingår i släktet Ceratovacuna och familjen långrörsbladlöss. Inga underarter finns listade i Catalogue of Life.